# BON CHIC
BON CHIC（ボンシック）は、日本の音楽バンド。

## メンバー
- MIKI（ボーカル）

BON CHICのメンバーとして活動中に作詞家として楽曲提供を行っている。
活動終了後、MONKとともに音楽ユニット「24℃」を結成。
2009年に音楽ユニット「Peach Flavor Lips」を結成。
- MONK（ベース）
- DADA（キーボード）

## 概要
1987年結成。オリジナル曲を作成しながら、渋谷TAKE OFF 7などのライブハウスで活動を行い、各種オーディションに応募を続けた。1989年4月29日放送の『三宅裕司のいかすバンド天国』に出演し、「Be Free」を演奏。
1990年、本牧アポロシアターでのオーディションで優勝し、ハミングバードからのメジャーデビューが決定。同年11月シングル「EMERGENCY」、アルバム「EMERGENCY」でデビュー。
1991年、フジテレビ系ドラマ『もう誰も愛さない』主題歌の日本語バージョン収録の3rdシングル「とどかぬ想い」をリリース。同年、第24回有線放送大賞新人賞に選ばれた。
1994年、レコード会社と所属事務所との契約が切れ、活動終了。